# 雷鋐
雷鋐（1697年—1760年），字貫一，號翠庭，室名經笥堂，福建宁化人，清朝政治人物，進士出身。
雍正十一年（1733年）登癸丑科進士，擔任都察院左副都御史。

## 延伸阅读
[在维基数据编辑]
 《清史稿·卷290》，出自趙爾巽《清史稿》